# Psoríase palmoplantar
Psoríase Palmoplantar caracteriza-se por apresentar placas hiperceratósicas, acometendo mais os locais de atrito, podendo ocorrer isoladamente ou, mais frequentemente, acompanhando psoríase em outras localizações.
A combinação de corticóides com calcipotriol ou ácido salicílico constitui uma pomada de uso tópico que reduz as lesões palmo-plantares. Para potencializar esta medicação, pode-se usar um oclusivo (envolver as mãos ou os pés com um saco plástico enquanto a pomada age, durante a noite, por exemplo). Esta formulação tem como efeito colateral o afinamento da pele, devendo seu uso ser prescrito e controlado por um médico. A auto-medicação é fortemente desaconselhada.